# Vincenzo Milucci
Vincenzo Milucci (Napoli, 13 luglio 1992) è un giocatore di calcio a 5 italiano.

## Carriera

### Club
Originario di Soccavo, inizia la propria carriera nel Napoli Calcetto, entrando nel settore giovanile all'età di 7 anni. Nel 2009 si trasferisce allo Scafati-Santa Maria, venendo inserito nella formazione Under 21; in questa stagione esordisce con la Prima Squadra in Serie B. La stagione seguente (2010/11) è aggregato stabilmente alla Prima Squadra, diventando in breve una pedina fondamentale. Nella stagione 2011/12 la squadra è ripescata in Serie A2, categoria nella quale Milucci gioca per 2 stagioni essendo stato confermato in squadra anche dopo la fusione dello Scafati-Santa Maria con il Napoli Ma.Ma. . Nella stagione 2013/14 si trasferisce al Napoli C5 . Nel recupero della 1ª giornata di serie A, Milucci debutta in campionato realizzando la prima rete personale in massima serie, contribuendo alla vittoria degli azzurri per 5-3 contro la Marca. Nel 2014/15 realizza 11 reti nel corso della regular season, risultando decisivo per la salvezza del Napoli e conquistando il titolo di miglior marcatore italiano della Serie A. In cerca di nuove sfide, nell'estate 2015 viene ceduto in prestito al Real Rieti; alla finestra di mercato invernale, il giocatore fa ritorno al Napoli, restando in maglia azzurra fino al 2016/17. A settembre 2017 approda alla squadra pugliese del Sammichele, per poi trasferirsi al Futsal Bisceglie in serie A2.

### Nazionale
Entrato nel giro della Nazionale Under-21 di calcio a 5 dell'Italia a diciotto anni, il 16 giugno 2013 Milucci debutta con la nazionale maggiore nell'amichevole contro il Vietnam pareggiata per 1-1.

## Palmarès
- Campionato di Serie A2: 1

FF Napoli: 2020-21 (girone D)
- Coppa Italia di Serie A2: 2

Napoli S.M.S.: 2012-13
FF Napoli: 2020-21